# Greg Grunberg

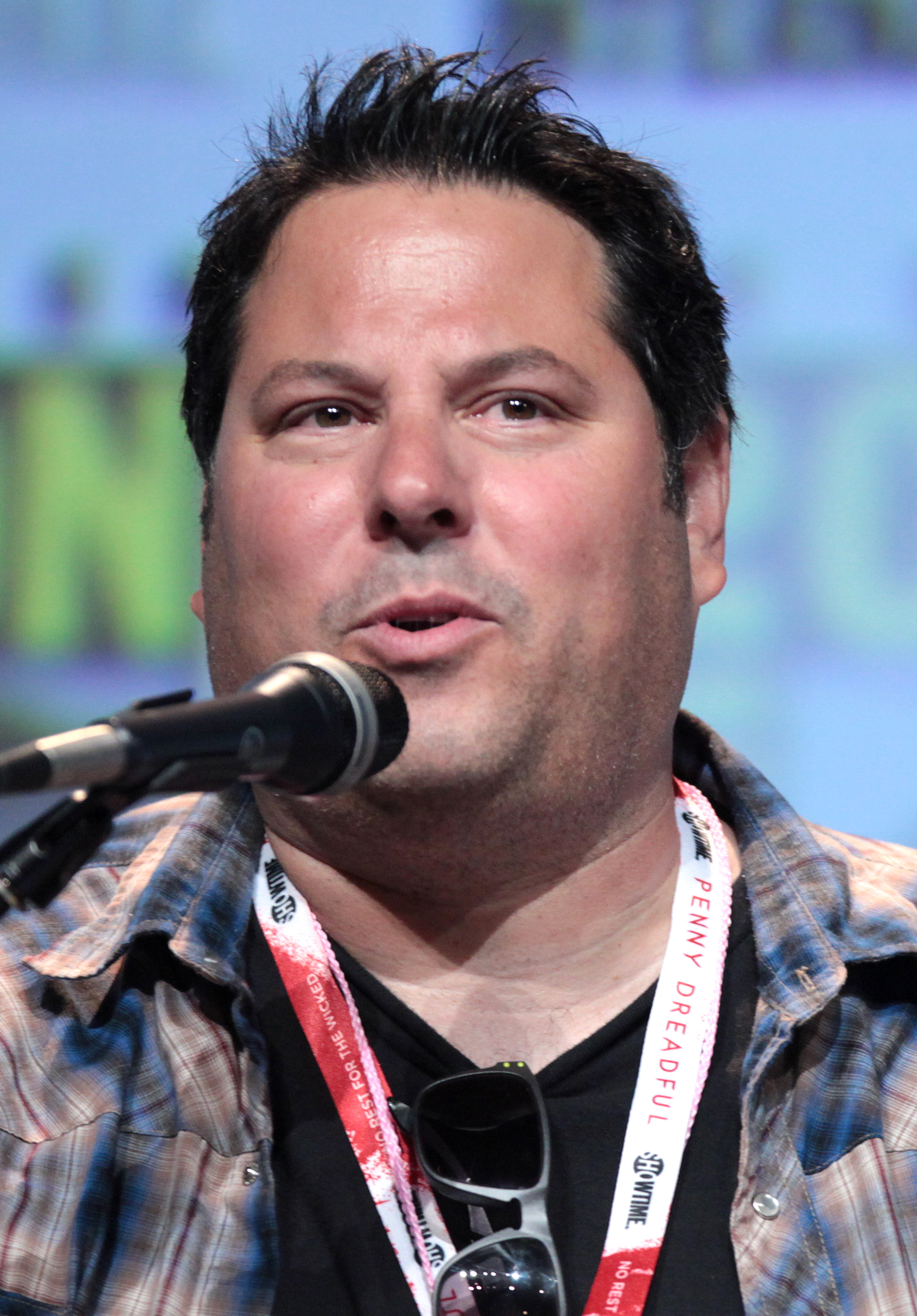
Greg Grunberg auf der Comic Con (2015)

Gregory „Greg“ Phillip Grunberg (* 11. Juli 1966 in Los Angeles, Kalifornien) ist ein US-amerikanischer Schauspieler.

## Leben
Grunberg ging in West Los Angeles auf die University High School, anschließend auf die San Diego State University und auf die University of California, Los Angeles. Bekannt wurde er durch die Rolle des Sean Blumberg in der Fernsehserie Felicity.
Grunberg und J. J. Abrams, Erfinder der Serie Felicity, kennen sich schon seit ihrer Zeit im Kindergarten und so ist es wenig verwunderlich, dass Grunberg auch in anderen Serien von J. J. Abrams, wie Alias – Die Agentin und Lost, zu sehen war. Auch im Film Mission: Impossible III von 2006, bei dem J. J. Abrams Regie führte, ist er zu sehen. 2015 wiederholte sich ihre Zusammenarbeit mit Grunbergs Rolle des X-Wing-Piloten Temmin „Snap“ Wexley in Star Wars: Das Erwachen der Macht.
Grunberg war Teil des Casts der NBC-Fernsehserie Heroes, die im Herbst 2006 in den USA startete und in der er die Rolle von Matt Parkman spielt, einen Polizisten, der die Gedanken anderer Menschen lesen kann. Die Serie endete mit der vierten Staffel im Jahr 2010. In der fortsetzenden, 13-teiligen Miniserie Heroes Reborn nahm Grunberg diese Rolle ab 2015 erneut auf.
Außerdem ist Grunberg Schlagzeuger der Wohltätigkeits-Rockgruppe Band From TV. Er hat nebenbei auch einen Vertrieb für gefrorenen Joghurt gegründet.

## Filmografie (Auswahl)
- 1991: Party Time mit Frankenstein (Frankenstein: The College Years)
- 1998: Senseless
- 1998–2002: Felicity (Fernsehserie, 66 Folgen)
- 2000: Hollow Man – Unsichtbare Gefahr (Hollow Man)
- 2001–2006: Alias – Die Agentin (Alias, Fernsehserie, 66 Folgen)
- 2002: Austin Powers in Goldständer (Austin Powers in Goldmember)
- 2003: Malibu’s Most Wanted
- 2004: Ladykillers
- 2004: Dead Zone (Fernsehserie, Folge 3x06)
- 2004, 2010: Lost (Fernsehserie, drei Folgen)
- 2006: Dr. House (House, M.D., Fernsehserie, Folge 2x14)
- 2006: Monk (Fernsehserie, Folge 5x01)
- 2006: Mission: Impossible III
- 2006–2009: Heroes (Fernsehserie, 60 Folgen)
- 2011: L.A. Noire (Videospiel)
- 2011, 2015: Hawaii Five-0 (Fernsehserie, zwei Folgen)
- 2012: Baby Daddy (Fernsehserie, Folge 1x09)
- 2012–2013: The Client List (Fernsehserie, 13 Folgen)
- 2013: Die neue Prophezeiung der Maya (End of the World, Fernsehfilm)
- 2013: Big Ass Spider!
- 2013–2014: Masters of Sex (Fernsehserie, sechs Folgen)
- 2015: Criminal Minds (Fernsehserie, zwei Folgen)
- 2015: Star Wars: Das Erwachen der Macht (Star Wars: The Force Awakens)
- 2015–2016: Heroes Reborn (Fernsehserie, fünf Folgen)
- 2016: Star Trek Beyond
- 2016–2017: The Flash (Fernsehserie, zwei Folgen)
- 2016–2017: Life in Pieces (Fernsehserie, zwei Folgen)
- 2017: Burning Dog
- 2017: Star Wars: Die letzten Jedi (Star Wars: The Last Jedi)
- 2018: The Cloverfield Paradox (Stimme)
- 2018: A Star is Born
- 2019: Star Wars: Der Aufstieg Skywalkers (Star Wars: The Rise of Skywalker)
- 2021–2022: The Rookie (Fernsehserie, zwei Folgen)
- 2022: Die Fabelmans (The Fabelmans)
- 2022: Law & Order: Special Victims Unit (Fernsehserie, Folge 24x08)